# Citadel Peak, Alberta
Citadel Peak är en bergstopp i Kanada.   Den ligger i provinsen Alberta, i den centrala delen av landet, 3 000 km väster om huvudstaden Ottawa. Toppen på Citadel Peak är 2 625 meter över havet.
Terrängen runt Citadel Peak är bergig söderut, men norrut är den kuperad.Trakten runt Citadel Peak är nära nog obefolkad, med mindre än två invånare per kvadratkilometer.. Det finns inga samhällen i närheten.
Trakten runt Citadel Peak består i huvudsak av gräsmarker.